# باتريك غليسون
باتريك غليسون (بالإنجليزية: Patrick Gleeson)‏ هو عازف لوحة المفاتيح أمريكي، ولد في 9 نوفمبر 1934.

## وصلات خارجية
- باتريك غليسون على موقع IMDb (الإنجليزية)
- باتريك غليسون على موقع ميوزك برينز (الإنجليزية)
- باتريك غليسون على موقع ديسكوغز (الإنجليزية)
- باتريك غليسون على موقع قاعدة بيانات الفيلم (الإنجليزية)